# Abel de Luna
Abel De Luna (nacido el 27 de julio de 1946 en Colonia Modelo, Zacatecas, México) es un empresario y productor musical mexicano, con una carrera destacada en la industria de la música regional mexicana en Estados Unidos. Además de su labor empresarial, también se desempeñó como alcalde y concejal en la ciudad de Healdsburg, California.

## Carrera política
En 1976, Abel De Luna fue elegido concejal de la ciudad de Healdsburg, California, y en 1978 fue nombrado alcalde por el concejo municipal, convirtiéndose en el primer latino y la persona más joven en ocupar ese cargo en la historia de la ciudad. Ocupó el cargo de alcalde hasta 1980, periodo durante el cual impulsó proyectos de infraestructura como la modernización del sistema de aguas residuales, una nueva piscina pública, programas de formación para la policía local y mayor acceso a la televisión en español para la comunidad.
En reconocimiento a su trayectoria pública, en mayo de 2025 la ciudad de Healdsburg renombró oficialmente su Centro Comunitario como “Centro Comunitario Abel De Luna”. La ceremonia de dedicación reunió a líderes cívicos y a la reconocida activista Dolores Huerta, quien elogió a De Luna como un referente de liderazgo latino en California.
Además, se han promovido nuevas iniciativas para continuar conmemorando su legado, entre ellas, la propuesta de nombrar un parque local en su honor.

## Trayectoria profesional
Abel De Luna es cofundador y tesorero de Promotores Unidos USA, una organización que promueve la música regional mexicana. 
Fundó la discográfica Luna Music, sello independiente del cual continúa siendo su CEO, y también fundó Moon Broadcasting, una red de estaciones de radio que transmiten música regional mexicana, y que actualmente comprende los formatos de La Máquina Musical y La Musikera. A lo largo de su carrera, ha trabajado con artistas como Juan Gabriel, Vicente Fernández y Los Caminantes Los Huracanes del Norte, Sonora Tropicana Los Carlos y El Tiempo, Arkangel R15 entre otros.
En su trayectoria musical, De Luna ocupó el puesto de Senior VP de la división de Musica Regional Mexicana de SONY MUSIC ENTERTAINMENT
En el ámbito empresarial, fundó Luna Market, una cadena de supermercados en el Valle de Napa, California, y Producciones Luna S.A., con la que incursionó en la producción cinematográfica.
A través de su empresa Producciones Luna S.A., De Luna incursionó en la industria cinematográfica como productor ejecutivo de dos películas en español: Pelea de Perros y Caminantes Sí Hay Camino, ambas registradas en IMDb bajo el sello de Producciones Luna. Estas películas fueron distribuidas en América Latina y contaron con la participación de artistas vinculados a su sello discográfico.

## Activismo comunitario
De Luna ha trabajado con líderes del movimiento chicano como César Chávez y Dolores Huerta en la defensa de los derechos de los trabajadores agrícolas. Participó en la creación de instituciones como California Human Development Corp y OLE Health, organizaciones que continúan prestando servicios médicos y de desarrollo económico a comunidades inmigrantes.

## Reconocimientos
De Luna ha sido galardonado con premios como el Calendario Azteca y el Heraldo de México, y varios de sus artistas han recibido nominaciones a los Latin Grammy y a los Premios Lo Nuestro.